# Колос, Людмила Яковлевна
Людмила Яковлевна Ко́лос (13 мая 1950, Черновцы, УССР) — белорусская оперная певица (сопрано), профессор. Заслуженная артистка БССР (1983). С 2006 года заведующая кафедрой пения БГАМ.

## Биография
В 1970 году окончила Молодечненское музыкальное училище. Затем с отличием окончила Киевскую консерваторию имени П. И. Чайковского (класс народной артистки СССР Е. И. Чавдар). С 1976 года — ведущая солистка Государственного академического Большого театра оперы и балета БССР, где исполняла ведущие оперные партии, спела более 600 спектаклей, из них — 16 оперных премьер. В 1984—1985 годах стажировалась в центре Усовершенствования оперных певцов в театре «Ла-Скала» (творческий руководитель Джульетта Симионато). Работает в Белорусской государственной академии музыки с 1986 года. Член жюри многих международных конкурсов. Стаж педагогической работы — 20 лет, общий творческий стаж — 30 лет.

## Звания и награды
- 1976 — диплом с отличием об окончании КГК имени П. И. Чайковского;
- 1977 — лауреат II премии конкурса вокалистов имени М. Глинки (г. Ташкент);
- 1978 — звание лауреата, диплом I степени Всесоюзного фестиваля творческой молодёжи театров оперы и балета;
- 1983 — заслуженная артистка БССР (за исполнение ведущих оперных партий);
- 1984 — лауреат премии Ленинского комсомола Белоруссии (за концертную деятельность);
- 1985 — гран-при и I премия на Международном конкурсе «Новые оперные голоса» (Италия), а также приз за исполнение партий Джильды из оперы «Риголетто»;
- 1986 — почётная грамота Президиума ВС ЭССР (за высокое художественное мастерство);

 — почётная грамота Министерства культуры Белоруссии;
 — почётная грамота Министерства культуры СССР (за исполнение партии Антониды в спектакле «Иван Сусанин» в ГАБТ);
- 2002 — почётный знак Министерства культуры Республики Беларусь;
- 2007 — почётная грамота Совета Министров республики Беларусь[1];
- 2008 — медаль имени Ф. Скорины;
- 2013 — Почётная грамота Национального Собрания Республики Беларусь[2]

## Работа вБелорусской государственной академии музыки
- с 1986 — преподаватель кафедры пения Академии музыки;
- с 1995 — доцент на должности кафедры пения;
- 1997 — присвоено звание доцента по специальности «Искусство»;
- сентябрь 2003 — избрание на должность профессора;
- с апреля 2006 — заведующая кафедрой пения;

## Выступала как член жюри Международных конкурсов
- 1992

I Международный камерный конкурс имени М. И. Глинки (Калининград);
- 1994

II Международный конкурс оперных певцов имени С. А. Крушильницкой (Львов);
III Национальный конкурс певцов Республики Беларусь имени Л. П. Александровской;
II Международный конкурс вокалистов «Янтарный соловей»;
- 1997

Международный конкурс имени М. Лысенко (оперный раздел, Киев);
- 1998

Международный конкурс камерных певцов (Пермь);
- 2000

IV Международный конкурс вокалистов «Янтарный соловей» (г. Калининград);
- 2001

II Международный конкурс имени И. Алчевского (Украина), оперный раздел;
Областной конкурс белорусско-польской музыки «Убельская Ластаука» (Червень);
- 2002

V Международный конкурс камерного пения (Москва);
II Международный конкурс имени М. Лысенко (оперный раздел, Киев);

## Научные работы
- 1999 — программа для музыкальных вузов;
- 2000 — Сборник «Старинные арии итальянских композиторов для сопрано» I часть;
- 2000 — Международная конференция на тему: «Вокальное искусство как форма художественного воспитания общества. Преломление исторического опыта на современном этапе»;
- 2001 — выпустила два диска из произведений оперный классики с симфоническими оркестрами Всесоюзного радио и телевидения (руководитель М. Шостакович), с оркестром русских народных инструментов (дирижёры Н. Некрасов, М. Козинец), оркестр театра оперы и балета (дирижёры Я. Вощак и Н. Проваторов);